# Sly Cooper (personaggio)
Sly Cooper è il protagonista dell'omonima serie di videogiochi. È apparso per la prima volta in Sly Raccoon.

## Il personaggio
Sly è un procione antropomorfo dal pelo grigio e nero, discendente da una famiglia di ladri sin dalla preistoria. Fisicamente molto atletico, è in grado di compiere azioni al limite dell'umano, come saltare su superfici piccolissime o scivolare senza problemi su corde sospese nel vuoto. Di carattere spaccone e testardo, in realtà è molto gentile ed altruista. Ha uno spiccato senso della giustizia, pur essendo un ladro: i bersagli di tutti i suoi colpi sono criminali che hanno causato del male a qualcuno. Molto affezionato alla storia della sua famiglia, fa di tutto per mantenerne intatto l'onore e dimostrarsi degno di appartenere alla stirpe dei ladri migliori della storia. Tenta continuamente di far colpo su Carmelita, agente dell'Interpol e sua nemica giurata, riuscendoci alla fine del terzo capitolo della saga.

## Storia

### Passato
Sly è l'erede del Clan Cooper, una lunga stirpe di maestri ladri che ha affidato i propri segreti di infiltrazione e di furto ad un antico manoscritto: il Thievius Raccoonus. Essi non derubavano la gente comune, ma altri criminali, particolarità che li ha contraddistinti nella storia. La notte in cui Sly, per il suo ottavo compleanno, avrebbe dovuto ereditare il libro a casa dei suoi genitori piombarono cinque criminali, conosciuti come "Quintetto Diabolico", che ebbero la meglio sul padre uccidendolo e trovato il Thievius Raccoonus, lo strapparono in cinque parti e se lo divisero, per poi rifugiarsi ognuno in un diverso angolo del pianeta. Sly venne messo in un orfanotrofio, dove conobbe due ragazzi che successivamente sarebbero diventati i suoi amici e, alcuni anni più tardi, la "Banda di Cooper": Bentley, la mente, e Murray, il braccio.

### Sly Raccoon

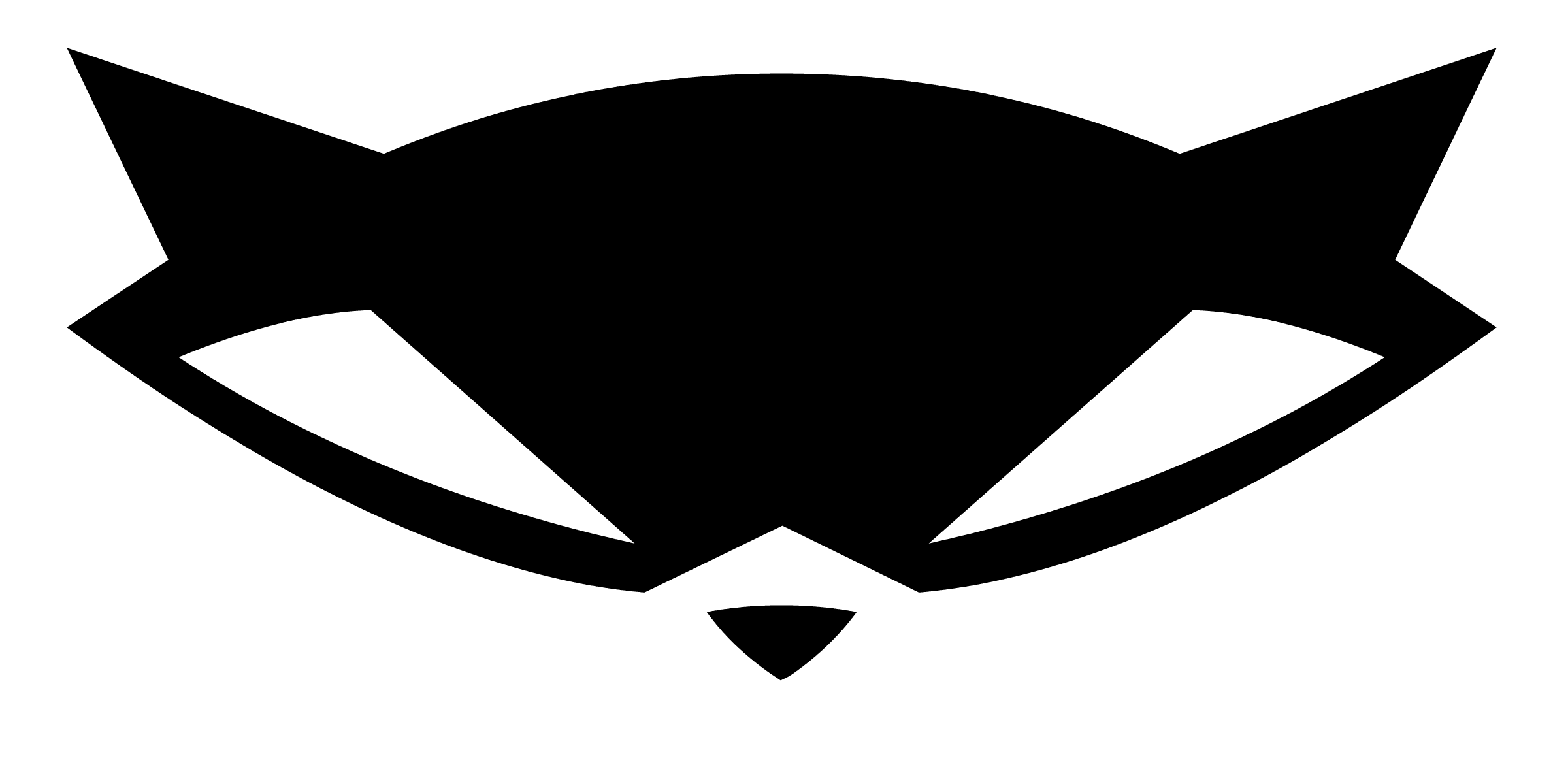
Il simbolo di Sly.

Anni dopo, al QG dell'Interpol Sly ruba il Dossier dall'Ufficio dell'Ispettore Carmelita Fox. Sly ha così tutte le informazioni necessarie per poter recuperare tutte le sezioni del Thievius Raccoonus. Nonostante la caccia datogli dall'Ispettore Fox, Sly riesce ugualmente a sconfiggere i membri del Quintetto Diabolico, riuscendo a scoprire l'ubicazione del covo del fondatore del gruppo, Clockwerk, il vulcano di Krakov in Russia, luogo dove Clockwerk sta costruendo un Raggio della Morte.
I tre riescono, non senza difficoltà, a raggiungere l'interno della fortezza, dove Sly vede Carmelita intrappolata in un campo di forza. Sly tenta di salvarla ma si scopre che Clockwerk ha teso una trappola a Sly, imprigionando anch'esso nel campo e liberando nella stanza un gas letale. Bentley blocca appena in tempo l'uscita del gas nella camera, salvando Sly e carmelita dal pericolo. Sly libera Carmelita che gli rivela di aver lasciato il Jet Pack sulla cima del Raggio della Morte di Clockwerk.
Subito dopo un Robo-Falco prende a Sly il bastone del Clan Cooper, lasciandolo disarmato. Carmelita si offre a fornirgli fuoco di copertura ma uno dei colpi della poliziotta distrugge il campo di supporto magnatronico del Raggio della Morte, facendo aumentare pericolosamente il livello della lava nel vulcano. Sly riesce a prendere il Jet Pack proprio mentre la fortezza sprofonda nella lava, costringendo Clockwerk ad uscire allo scoperto. Grazie all'aiuto di Carmelita Sly sconfigge Clockwerk, che si rivela essere un uccello robotico avendo sostituito negli anni le parti del proprio corpo con corrispondenti parti artificiali.
Durante la conversazione Sly scopre che Clockwerk aveva fatto ciò solo per sopravvivere nei secoli e poter distruggere la famiglia Cooper. Quindi lo elimina, distruggendogli la testa ed impedendogli di poter alzarsi in volo. Recuperata la sezione di Clockwerk del Thievius Raccoonus, ammanetta poi Carmelita ad una roccia gigante distraendola con un bacio. Sly infine fugge con la Banda diretto a Parigi, ignari che Clockwerk, sebbene a pezzi, è ancora vivo.

### Sly 2: La banda dei ladri
Passati due anni dalla sconfitta di Clockwerk, i membri della banda Cooper scoprono che l'uccello robotico, pur essendo stato ucciso da Sly, non è andato completamente distrutto: le sue parti robotiche, inanimate, sono infatti custodite al Museo di Storia naturale del Cairo. Giunti sul luogo scoprono che una misteriosa banda, chiamata Banda Klaww, ha rubato tutte le parti e le ha suddivise tra i vari membri. Tale informazione viene fornita dall'Agente Neyla, un nuovo acquisto dell'Interpol, sotto il comando di Carmelita. La Banda Cooper si mette immediatamente all'opera, con l'obiettivo di rubare e distruggere tutte le parti robotiche.
Durante le varie operazioni si imbattono in un traffico illegale di spezie allucinogene, controllato dalla stessa Banda Claww. Dopo aver rubato alcune parti vengono traditi da Neyla, che si era finta loro alleata. Sly e Murray vengono arrestati assieme a Carmelita, accusata di tradimento. Vengono liberati tutti da Bentley, ma la reputazione di Carmelita è infangata, e Sly si ripromette di trovare un modo per aiutarla. Dopo essere faticosamente riusciti a recuperare quasi tutte le parti, esse vengono rubate e vendute ad Arpeggio, capo della Banda Klaww.
Dopo essere saliti clandestinamente sul gigantesco dirigibile di Arpeggio, Sly assiste alla fusione di Neyla, agente segreto della Banda Claww e protetta di Arpeggio, con le parti ricomposte dell'uccello robotico. In quel momento Neyla si ribattezza Clock-La ed uccide il suo protettore. Prima di morire, però, Arpeggio aveva rivelato che Clockwerk aveva bisogno di una grande fonte di odio per rimanere in vita.
Grazie ai traffici illegali, avevano diffuso un'enorme quantità di spezie a Parigi: tali spezie, unite a delle particolari frequenze luminose, scatenano odio incondizionato: se Clock-La fosse riuscita a giungere a Parigi, sarebbe diventata immortale. Grazie a Carmelita, giunta in elicottero, riescono a distruggere definitivamente Clock-La: Carmelita stessa distrugge il Chip dell'Odio, un componente che garantiva incorruttibilità alle parti robotiche. A causa di un incidente, però, Bentley perde l'uso delle gambe e Murray, sentendosi responsabile, abbandona il gruppo. Sly si costituisce per redimere la reputazione di Carmelita, riuscendo però a fuggire grazie ad un ultimo regalo dei suoi amici.

### Sly 3: L'onore dei ladri
Dopo la fine di Clockwerk, Sly viene a sapere dell'esistenza di un'isola segreta sulla quale si trova un Caveau appartenente alla famiglia Cooper, nel quale sono custoditi tutti i tesori che i Cooper hanno rubato nel corso dei secoli. Quest'isola, però, è sotto il controllo di uno scienziato pazzo, il Dottor M, che l'ha trasformata in una fortezza inespugnabile. Sly si rende presto conto che le sole forze della Banda Cooper non sarebbero bastate: decide così di aggiungere nuovi membri alla Banda, a partire da Murray, che l'aveva abbandonata dopo l'operazione Clockwerk che era costata la sedia a rotelle a Bentley.
Finalmente riescono a creare una banda più grande e forte di quella originaria, costituita, oltre che dal terzetto iniziale, dallo Sciamano (un mistico dell'outback australiano al quale Murray si era rivolto durante il suo esilio volontario), Penelope (una topolina amante della meccanica, della quale Bentley si innamora), Panda King (ex membro del Quintetto Diabolico ed esperto di demolizioni, che si unisce alla banda dopo che questi l'hanno aiutato a salvare la figlia) e Dimitri (ex membro della Banda Klaww, divenuto nel frattempo alleato della Banda, esperto sommozzatore).
Dopo aver tentato, senza successo, di entrare nel Caveau, Sly viene catturato da una creatura artificiale creata da M. Proprio mentre sta per essere divorato, viene salvato da Carmelita, giunta anch'essa sull'isola. Grazie all'aiuto della Banda riesce finalmente ad entrare nel Caveau e ad affrontare il dottor M, sconfiggendolo grazie, ancora una volta, all'aiuto di Carmelita. Sly, approfittando di un colpo ricevuto nello scontro, finge di avere un'amnesia, riuscendo così a fingersi agente dell'Interpol ed a fuggire assieme a Carmelita.

### Sly Cooper: Ladri nel Tempo
Sly, fidanzatosi con Carmelita, continua a fingersi agente dell'Interpol, fino a quando Bentley lo raggiunge informandolo che il tesoro della sua famiglia, il Thievius Raccoonus, si sta cancellando. Dopo aver capito che ciò è collegato a qualcosa che sta modificando gli eventi del passato, decidono di viaggiare nel tempo per porvi rimedio. Hanno però bisogno, per iniziare, di un pugnale antico custodito nel museo di Parigi: Sly lo ruba, attirandosi così le ire di Carmelita.
Dopo aver viaggiato attraverso due epoche ed aver conosciuto gli antenati di Sly, Ryoichi e Tennessee Kid, scoprono che anche Carmelita si trova nel passato: essa rivela che l'autore delle modifiche storiche era Cyrille le Paradoux, magnate dell'arte. Giunti alla conclusione del loro viaggio, scoprono che le Paradoux aveva fatto tutto ciò per vendicarsi della famiglia di Sly: anch'egli era, infatti discendente di una mediocre famiglia di ladri. Aveva intenzione di creare una falsa ascendenza nobiliare per ottenere così fama, potere e ricchezze: grazie all'aiuto di Penelope, ex membro della Banda Cooper ed ex fidanzata di Bentley, è riuscito a viaggiare nel tempo, catturando gli antenati di Sly e rubando i loro Bastoni grazie a degli scagnozzi.
Dopo aver catturato Carmelita, le Paradoux torna a Parigi, pronto ad ottenere il potere: viene però fermato dagli antenati di Sly, recuperati dalle varie epoche da Bentley e Murray, e da Sly stesso, ormai riappacificatosi con Carmelita, che lo affronta in un duello sul suo dirigibile. Dopo aver sconfitto il suo avversario, Sly non riesce a fuggire dal dirigibile in fiamme, che sparisce nella Senna. Tuttavia, grazie alla Macchina del Tempo installata sul dirigibile, riesce a salvarsi, risvegliandosi nell'Antico Egitto.

## Abilità
Come ladro, è in grado di effettuare azioni al limite del possibile: tra le abilità in suo possesso all'inizio della saga, vi sono quelle di arrampicarsi su pali, appendersi a ganci e muoversi lungo cornicioni. Nel primo capitolo della saga apprende tecniche tramandate dalla sua famiglia, diventando in grado di utilizzarle anche nei seguenti capitoli:
- Salto Ninja: salto su superfici piccolissime, come punte, mollette o cime di rocce.
- Scivolata su Rotaia: Sly salta ed inizia a correre su di una corda o simili. Se la corda è scivolosa può scivolarci sopra. Alla fine del terzo capitolo, mentre si trova nella sezione di suo padre all'interno del Caveau dei Cooper, Sly apprende di essere in grado di effettuare la Scivolata su Rotaia anche sui laser (probabilmente tale mossa era stata inventata proprio dal padre, perché sul Thievius Raccoonus non ve ne era traccia). Tuttavia non sembra mantenere tale abilità nel capitolo successivo.

È in grado di effettuare, in generale, tutte le mosse presenti nel Thievius Raccoonus.
Nel secondo capitolo della saga, in Canada, dimostra di essere molto bravo nell'arrampicata. È un abile attore: nel terzo capitolo inganna le guardie con vari travestimenti, e riesce a far credere a Carmelita di essere vittima di un'amnesia. Sembra essere anche un buon ballerino. Dà prova di una certa abilità come pilota di aereo biplano e di motoscafo.
Nei capitoli della saga può entrare in possesso di abilità secondarie, come diventare invisibile, lanciarsi con il parapendio o eseguire attacchi potenziati, comprandole su Ladronet o trovandole nelle casseforti.

### Bastone
L'arma principale di Sly è il simbolo della famiglia Cooper, ossia un lungo bastone dall'estremità uncinata simile ad una falce di luna. Con questo bastone è in grado di rapinare o eliminare i nemici e con esso può eseguire alcune delle sue tecniche di furto, come dondolarsi su ganci appesi o appendersi a ganci da arrampicata per scalare pareti. Tutti gli antenati di Sly possedevano un'arma propria, aventi in comune la parte uncinata.  Alla fine del terzo capitolo della saga si viene a sapere che il bastone è la chiave per aprire il caveau dei Cooper.

### Thievius Raccoonus
Il Thievius Raccoonus è il libro tramandato da generazioni nella famiglia Cooper. Su quel libro sono state scritte tutte le imprese dei vari membri della famiglia, nonché le loro tecniche speciali per tramandarle ai posteri. È il tesoro della famiglia, ed attorno ad esso ruotano le trame del primo e del quarto capitolo della saga.

## Accoglienza
GamesRadar ha elencato Sly nella loro lista "I 25 migliori nuovi personaggi del decennio", affermando che "il ladro gentiluomo è un archetipo tristemente sottorappresentato nei videogiochi". Lo hanno anche elencato nella loro lista di "I nuovi personaggi più sexy del decennio", affermando che "Sly è il tipo di romanzo rosa che i romanzieri desiderano poter scrivere". Sly ha vinto un premio al Game Developers Conference per il miglior "Personaggio Originale dell'anno" nel 2002. Nel 2012, GamesRadar lo ha classificato come il 74° miglior eroe nei videogiochi, definendolo "il Danny Ocean dei giochi".